# Plomari

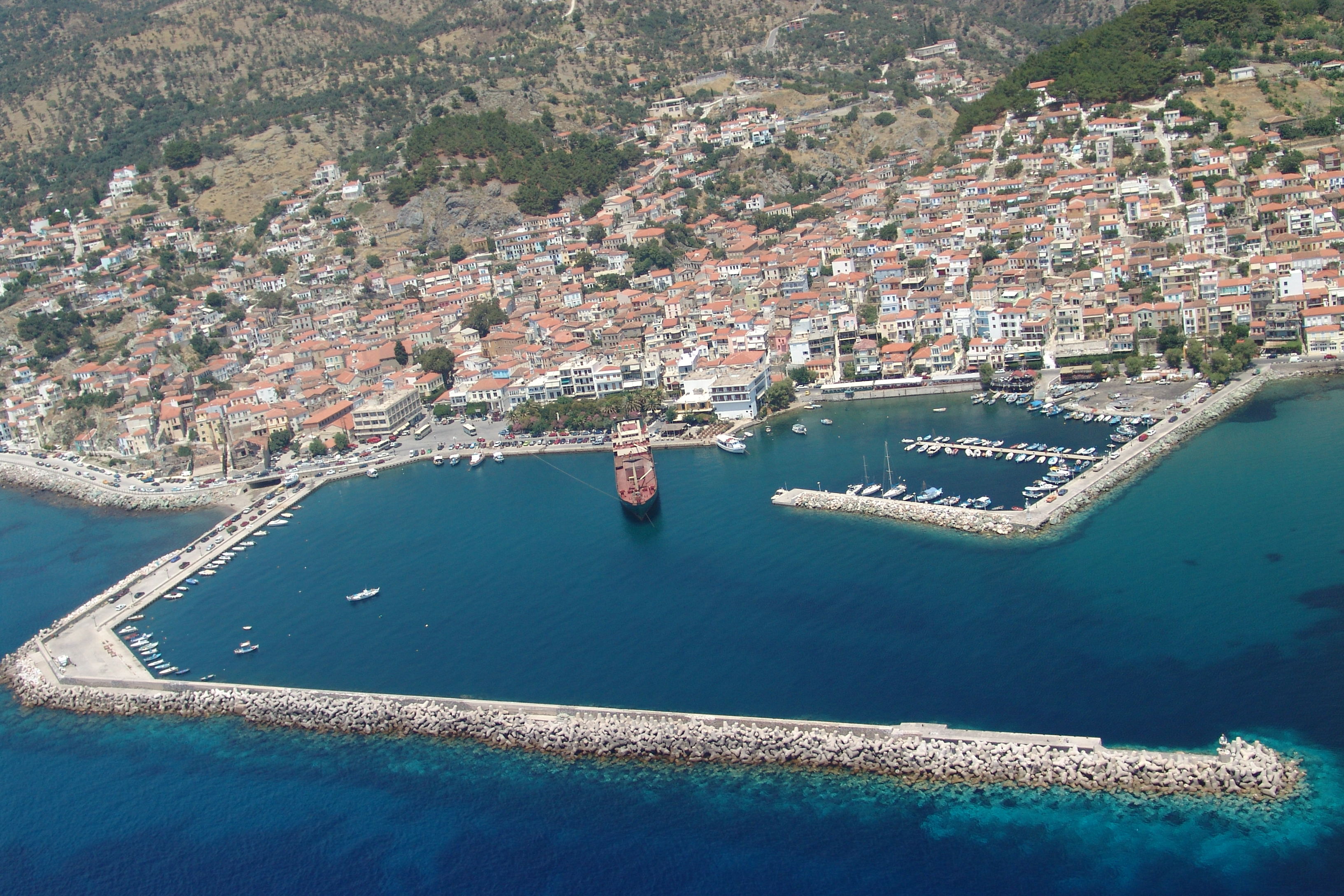
Vy över Plomaris hamn

Plomari är en hamnstad på södra delen av ön Lesbos, i Grekland. Det är Lesbos näst största stad, och den enda större orten på öns södra del. Plomari är känt för framställning av ouzo, och flera olika tillverkare har destillerier i staden. Förutom åtskilliga ouzo-fabriker finns i Plomari även ett museum.